# Amdo

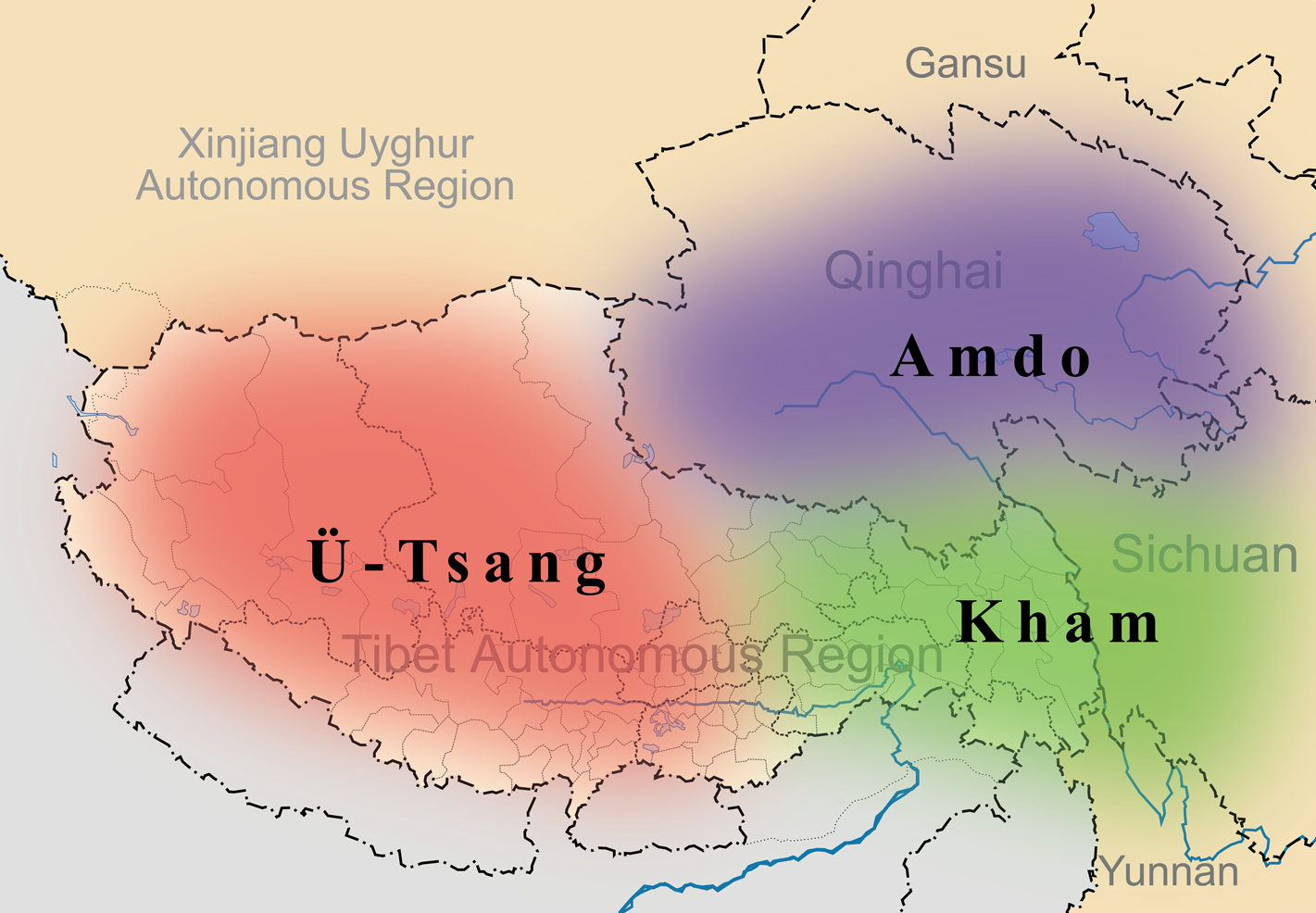
Mapa da região tibetana de Amdo

Amdo é uma das três regiões tradicionais do Tibete, sendo as outras duas Ü-Tsang e Kham; é também o lugar de nascimento do 14.º Dalai Lama. Amdo abrange uma grande área do Rio Machu (rio Amarelo) até ao rio  Drichu (rio Yangtzé). Apesar de cultural e etnicamente ser uma zona tibetana, Amdo tem sido governada nos últimos séculos por governantes locais. Os Dalai Lama não governavam Amd desde meados do século XVIII.
Em 1928, a região de Amdo tornou-se parte da província de
Qinghai, da República da China.
O homónimo condado de Amdo, na Região Autónoma do Tibete, não faz parte da provínciacultural de Amdo . Foi governado diretamente pelo Dalai Lama a partir de
Lassa e é parte da região Changthang administrada por Nagqu na parte norte da região autónoma.
Amdo foi e é o lar de muitos importantes monges budistas tibetanos (ou  Lamas), estudiosos que tiveram uma grande influência na política e desenvolvimento religioso do Tibete, como seja o 14.º Dalai Lama, o 10.º Panchen Lama e o grande reformador Je Tsongkhapa.

## Demografia
Os habitantes de Amdo tibetanos são referidos como Amdowa, como distinção regional dos tibetanos de Kham (Khamna) e U-Tsang (Tibete Central), no entanto,  etnicamente são considerados tibetanos.
Hoje, a etnia tibetana predomina nas regiões oeste e meridional de Amdo, hoje  governadas por várias prefeituras autónomas tibetanas, tibetano-qiang ou  mongol-tibetanas. Os chineses Han são maioria na parte oriental de Qinghai e na capital da província,
Xining.